# منتخب النرويج لكأس ديفيز
منتخب النرويج لكأس ديفيز هو ممثل النرويج الرسمي في كرة المضرب في كأس ديفيز.